# ولن (زاکسونی)-آنهالت
ولن (زاکسونی)-آنهالت (به آلمانی: Wellen) یک منطقهٔ مسکونی در آلمان است که در هوهه بورده واقع شده‌است. ولن ۱٬۲۹۳ نفر جمعیت دارد.